# Штампарска машина
Штампарска машина представља скуп система који обављају функције неопходне за добијање отиска. Рад ових система је међусобно усклађен.

## Историја
У Европи је проналазач штампања био Немац Јохан Гутенберг. Гутенберг је 1440. године дошао на идеју да излива појединачна слова из метала и да од слова саставља редове и странице. Конструисао је и дрвену пресу за машину помоћу које се отисак добијао притиском равне плоче преко листа папира. Тако је 1455. године објавио чувену Библију, штампану по новој техници.
Гутенбергов је слог био изливен у калупу, и то свако слово посебно. Извађен из калупа, слог се лако могао слагати или постављати у речи, редове и странице.
Штампарска техника се брзо ширила и усавршавала. Само неколико деценија после Гутенберга јавила се и прва штампарија у јужнословенских народа на Ободу, недалеко од Цетиња у Црној Гори, године 1493. Тамо је одштампан Октоих у јануару 1494. године, а идуће године, у првој хрватској штампарији у Сењу, Глаголски мисал.

## Штампарска машина
Штампарска машина представља скуп система који обављају функције неопходне за добијање отиска. Рад ових система је међусобно усклађен.
Ови системи се, у складу са потребама за штампање одређеног тиража посебно припремају и подешавају независно један од другог. Због тога су ови системи у технолошком смислу независни, па се могу назвати и независним системима. Рад ових система је међусобно усаглашен и синхронизован захваљујући погонском механизму. Све штампарске машине поседују три система и то:
- систем за вођење подлоге (улагање, излагање и транспорт између појединих штампарских секција )
- систем за боју и
- систем за штампање

Код штампарских машина различитих конструкција, могу да буду присутни и неки други системи, као што су:
- систем за влажење (код офсет штампе )
- систем за сушење отиска (код дубоке штампе )
- систем за хлађење папирне траке;

### Систем за вођење подлоге
У зависности од материјала дефинишу се захтеви за органе вођења материјала у штампарској машини. На улазу орган за вођење, материјал се налази у облику табака или ролне.
Конструкција улазног и излазног система зависи од облика материјала (ролна или табаци ) на почетку и на крају процеса. Према томе на крају штампања материјал може бити у истом или различитом облику.
Поступак штампања табака на табачној штампарској машини почиње раздвајањем табака и завршава се слагањем табака на гомилу. У међувремену се одвијају потребне радне и контролне операције.

### Системи за боју
Поступци наношења слоја боје на форму се знатно разликују код различитих техника штампе, иако се наношење боје на форму помоћу система ваљака примењује само код офсет и високе штампе, одређене аналогије се могу извести и за друге технике.
Наношење боје на штампарску форму припада одређеној фази при штампању. Оно се изводи у систему за боју, састоје се у:
- дуготрајном лагеровању боје у бојанику
- дозирању количине боје
- разрибавању боје и краткотрајном задржавању боје у систему ваљака
- наношење боје на штампарску форму помоћу ваљака за наношење боје

Ако се посматра једно наношење боје на штампарску форму у стабилном поступку штампања, тада се може утврдити да после отиснутог слоја боје на штампарску подлогу остаје мала количина боје прилепљена за штампајуће елементе. Слој заостале боје на штампарској форми је тањи од слоја боје на ваљку за наношење.Боја се са дуктора преноси на преносни ваљак, а овај је даље преноси до ваљка разрибача. Како систем за боју поседује велики број ваљака, то се дебљина слоја боје, преласком са једног ваљка на други смањује.

### Систем за штампање
Задатак система за штампање у штампарској машини је да боју која је из система за боју нанета на штампарску форму, пренесе на материјал за штампање под дејством притиска. У већини поступка штампања ради се о директном преношењу боје. Код поступка офсет штампе боја се преноси индиректно.
Код директног штампања за отискивање штампарске боје на материјал за штампање потребно је одредити силу, сведену на јединицу површине, тзв. Напон или притисак штампања. Притисак штампања настаје када крута штампарска форма притискује и сабија еластичну пресвлаку цилиндра покривке.
Код индиректног штампања преношење боје на подлогу се изводи у две фазе. Прво се боја преноси са штампарске форме на гумену подлогу, а затим са гуме на подлогу за штампање. С обзиром на принцип рада, са три цилиндра формирају се две зоне притиска, по једна на сваком месту преношења боје.

## Галерија
- Производња штампаних књига до 1800. године[1]
- Ширење штампарства у 19. веку[2]
- Продукција штампаних књига у 15. веку по регионима[2]
- Продукција штампаних књига у 15. веку према језику[2]
- Штампарска преса Josef Anger & Sohne
- Штампарска машина Augusta
- Ротација из 1915. године